# Министр иностранных дел Кубы
Министр иностранных дел Кубы (исп. Ministro de Asuntos Exteriores de Cuba) — министерский пост в Совете Министров Кубы, отвечающий за внешнюю политику страны.

## Министры иностранных дел Кубы с 1933
- Карлос Саладригас-и-Сайяс (1933);
- Мануэль Маркес Стерлинг-и-Лорет ди Мола (1933—1934);
- Косме де ла Торриенте-и-Пераса (1934—1935);
- Хосе Агрипино Барнет-и-Винагерас (1935);
- Хорхе Луис Эчарте (1935—1936);
- Хосе Мануэль Кортина (1936—1937);
- Хуан Хосе Ремос-и-Рубио (1937—1939);
- Мигель Анхель де ла Кампа-и-Караведа (1939—1940);
- Хосе Мануэль Кортина (1940—1942);
- Хосе Агустин Мартинес (1942—1943);
- Эмитерио Сантовениа (1943—1944);
- Хорхе Макач-и-Робато (1944);
- Хосе Агустин Мартинес (1944—1945);
- Густаво Куэрво Рубио (1945);
- Альберто Иносенте Альварес (1945—1948);
- Карлос Эвиа-и-де-лос-Рейес Гавилан (и.о.; 10 октября 1948 — 1 января 1950);
- Эрнесто Дихиго (1 января — 1 мая 1951);
- Мигель А. Суарес Фернандес (1 мая — 30 августа 1951);
- Оскар Б. Ганс-и-Лопес Мартинес (30 августа — 1 октября 1951);
- Аурелиано Санчес Аранго (1 октября 1951 — 11 марта 1952);
- Мигель Анхель де ла Кампа-и-Караведа (11 марта 1952 — 1 ноября 1954);
- Андрес Доминго-и-Моралес дель Кастильо (1 ноября 1954 — 24 февраля 1955);
- Карлос Саладригас-и-Сайяс (24 февраля 1955 — 16 апреля 1956);
- Гонсало Гуэль-и-Моралес де лос Риос (16 апреля 1956 — 31 декабря 1958);
- Роберто Аграмонте-и-Пичардо (3 января — 1 июня 1959);
- Рауль Роа Гарсия (1 июня 1959 — 3 декабря 1976);
- Исидоро Мальмиерка Пеоли (3 декабря 1976 — 20 июня 1992);
- Рикардо Аларкон де Кесада (20 июня 1992 — 24 февраля 1993);
- Роберто Робаина Гонсалес (30 марта 1993 — 28 мая 1999);
- Фелипе Перес Роке (28 мая 1999 — 2 марта 2009);
- Бруно Родригес Паррилья (с 2 марта 2009).